# Polityka współpracy gospodarczej
Polityka współpracy gospodarczej (polityka współpracy z zagranicą) – polega na kształtowaniu, za pomocą środków pośrednich i bezpośrednich, stosunków ekonomicznych z zagranicą. W ramach tej polityki dokonywana jest wymiana towarowa, wymiana usług oraz obroty kapitałowe. Polityka współpracy z zagranicą może być realizowana pod różnymi postaciami: polityki autonomicznej (bazującej na samodzielności, kraj sam określa cele i narzędzia jej osiągania) polityki konwencyjnej (opierającej się na porozumieniach z innymi krajami) polityki wolnego handlu oraz polityki protekcyjnej.

## Cele polityki współpracy gospodarczej
Do celów polityki współpracy z zagranicą można zaliczyć zwiększenie udziału gospodarki narodowej w międzynarodowym podziale pracy, nadanie stosunkom ekonomicznym z zagranicą odpowiedniego charakteru i zakresu, osiągnięcie pożądanej wielkości i struktury (geograficznej, rzeczowej) obrotów, zapewnienie korzystnych warunków transakcji, zwiększenie dochodów z tytułu obrotów usługami, poprawa bilansu płatniczego itp.
Niektóre z tych celów mają charakter długoterminowy np. zmiana miejsca danego kraju w międzynarodowym podziale pracy czy zmiana struktury obrotów, a inne mogą być osiągane zarówno w długim, jak i w krótkim okresie jak np. poprawa bilansu płatniczego czy zmiany w bilansie obrotów kapitałowych. Dlatego wybór celów polityki współpracy gospodarczej z zagranicą jest ważnym elementem ogólnej polityki ekonomicznej państwa.
Instrumenty polityki handlowej, którą należy traktować jako element polityki współpracy gospodarczej, pobudzając wymianę z zagranicą, mogą wpływać np. na wzrost zatrudnienia (przez wzrost produkcji eksportowej) lub zmniejszać presję inflacyjną na rynku wewnętrznym (przez zwiększenie importu). Polityka ta dlatego w dłuższym okresie wpływa na tempo i strukturę wzrostu gospodarczego, może też być pomocna w tłumieniu inflacji, w walce z bezrobociem i w działaniach mających na celu ochronę środowiska.
Polityka współpracy gospodarczej państwa z otoczeniem jest ściśle powiązana z ogólną polityką zagraniczną państwa, gdyż za pomocą narzędzi służących regulacji stosunków ekonomicznych kraju z otoczeniem można osiągnąć określone cele polityczne. Na przykład stosowanie embarga (tj. zakazu wywozu pewnych towarów do jakiegoś kraju lub do grupy krajów), ograniczeń ilościowych czy wysokich ceł na towary pochodzące z innych krajów jest zwykle narzędziem nacisku politycznego; ponieważ powoduje utrudnienia w rozwoju gospodarczym dyskryminowanego kraju czy grupy krajów.

## Typy polityki współpracy gospodarczej
Polityka autonomiczna polega na tym, że rząd danego kraju sam, bez uzgodnień z rządami innych krajów, prowadzi działania w dziedzinie stosunków ekonomicznych z zagranicą. Do operacji przeprowadzanych w ramach tej polityki zalicza się:
- jednostronne działania państwa podejmowane w celu ochrony rynku wewnętrznego przed konkurencją zagraniczną
- działania regulujące eksport i import
- działania wpływające na bilans płatniczy

Polityka konwencyjna (umowna) sprowadza się do międzynarodowej lub ponadnarodowej współpracy między poszczególnymi krajami. Jej istotą jest to, że stosunki z zagranicą regulowane są na podstawie umów dwustronnych lub wielostronnych. Polityka ta realizowana jest, gdy kraj zawiera porozumienia regulujące wymianę z zagranicą i prowadzi politykę, która służy realizacji zobowiązań wynikających z tych umów.
Polityka wolnego handlu bazuje na liberalizmie, zakładając ograniczenie roli państwa oraz swobodną działalność przedsiębiorców, także w wymianie z zagranicą. Zakłada więc bierny stosunek państwa w wymianie zagranicznej towarów, usług i czynników wytwórczych oraz usunięcie wcześniej ustalonych ograniczeń ilościowych, dewizowych i celnych. Ponadto nie stosuje środków ułatwiających ekspansję na rynki zagraniczne.
Polityka protekcyjna, polega na szerokim wykorzystaniu roli państwa w stosunkach zagranicznych – w popieraniu eksportu, ochronie rynku wewnętrznego i rodzimej produkcji. Jej celem jest zapewnienie danemu krajowi jak największych korzyści ekonomicznych z wymiany międzynarodowej. Według zwolenników tej polityki panuje przekonanie, że dzięki działaniom protekcyjnym możliwe jest zapewnienie w gospodarce odpowiedniej struktury produkcji, rozwój gałęzi przemysłu przetwórczego oraz wysoki poziom zatrudnienia.
Za ograniczeniami w wymianie międzynarodowej w ramach tej polityki przemawiają:
- ochrona dla nowo powstającego przemysłu
- wymagania bilansu płatniczego
- troska o efektywne wykorzystanie krajowego potencjału gospodarczego
- poprawa terms of trade
- względy fiskalne
- samowystarczalność w zakresie żywności

Jedną ze skrajnych odmian tej polityki jest polityka autarkii (antyimport).

## Narzędzia regulacji stosunków ekonomicznych z zagranicą
Regulacja stosunków gospodarczych może odbywać się poprzez narzędzia bezpośrednie (cła, narzędzia pozataryfowe) oraz pośrednie (kurs walutowy).

### Narzędzia bezpośrednie

#### Cła
- podział według kryterium kierunku ruchu towarów:
  - importowe – stosuje się w celu ochrony produkcji krajowej, ochrony poziomu cen wewnętrznych oraz w celach fiskalnych i jako środek poprawy bilansu płatniczego i handlowego.
  - eksportowe – których celem jest zachęcanie do przetwarzania surowców w kraju. Powodują one wzrost cen produktów krajowych za granicą, mogą ograniczyć eksport danego kraju i pogorszyć jego bilans handlowy.
  - tranzytowe – stosowane w formacjach przedkapitalistycznych i początkowym stadium rozwoju kapitalizmu. Obecnie służą jako źródło dochodów dewizowych kraju tranzytowego, głównie przez pobieranie opłat za usługi transportowe
- podział według kryterium sposobu określania wysokości ceł:
  - cła „ad valorem” – określane w % w stosunku do wartości towaru
  - cła specyficzne – ustalane w stosunku do ilości towarów
  - cła kombinowane – ustalane w zależności od wartości i ilości towarów
- podział według kryterium charakteru ekonomicznego:
  - cła fiskalne – stosowane wyłącznie w celu zapewnienia państwu odpowiednich dochodów
  - cła ochronne – mają na celu ochronę produkcji krajowej przed konkurencją zagraniczną
  - cła ekspansywne – są odmianą ceł ochronnych, mających na celu utrzymanie wysokich cen na rynku wewnętrznym
- podział według kryterium podmiotu ustalania:
  - cła autonomiczne – wprowadzane decyzją jednego kraju
  - cła umowne – określone w umowie z partnerami zagranicznymi
- podział ze względu na rodzaj taryfy celnej:
  - maksymalne;
  - minimalne;
- podział ze względu na kryterium zróżnicowanego traktowania:
  - dyskryminacyjne – ustalone na poziomie wyższym od ogólnie obowiązującego;
  - retorsyjne – stosowane w celu skompensowania zagranicznych subsydiów;
  - antydumpingowe – stosowane w celu przeciwdziałania dumpingowi cenowemu zagranicznego partnera;

#### Bariery pozataryfowe
Bariery pozataryfowe oddziałują na handel z zagranicą przez podwyższanie ceny towaru importowanego. Do barier tych zalicza się:
- w dziedzinie importu:
  - opłaty wyrównawcze – podniesienie ceny towaru zagranicznego w celu jej zrównania z ceną na rynku wewnętrznym
  - depozyty importowe –  sumy pieniężne wpłacane na nieoprocentowany rachunek przez importera przed dokonaniem przywozu, które zwracane są po upływie określonego czasu
  - podatki importowe
  - ustalanie cen minimalnych i maksymalnych
  - ograniczenia ilościowe
  - licencjonowanie obrotów – importerzy muszą uzyskać zgodę na przywóz towarów do państwa importera
  - ograniczenia dewizowe – zniesienie swobody obrotu dewizowego z zagranicą, a zwykle także kontrola obrotu dewizami w danym kraju
  - dumping
  - klauzula największego uprzywilejowania – zobowiązanie, że kraj nie będzie w obrocie gorzej traktował towarów innego kraju, niż towarów własnych
- w dziedzinie eksportu:
  - cła eksportowe
  - podatki eksportowe
  - subsydia eksportowe
  - subwencje eksportowe – premie, ulgi i ułatwienia państwa dla przedsiębiorstw krajowych w celu polepszenia eksportu ich towarów. Celem subwencji jest zachęcenie do eksportu. Subwencje mogą mieć charakter pośrdeni i bezpośredni

### Narzędzia pośrednie
Narzędzie pośrednie obejmują politykę kursu walutowego. Kurs waluty krajowej wpływa na wysokość cen towarów w eksporcie i cen towarów z importu na rynku krajowym. Celem polityki kursu walutowego jest więc ustalenie jego optymalnego poziomu z punktu widzenia potrzeb bilansu płatniczego i gospodarki wewnętrznej. Głównym narzędziem jest tu zmiana kursu walutowego, która polega na jego obniżeniu (dewaluacja) lub podwyższeniu (rewaluacja). Państwo może wpływać na kurs walutowy również w sposób pośredni, oddziałując na popyt i podaż na rynku dewizowym przez interwencyjne zakupy lub sprzedaż przez bank centralny. Ogólne zalecenia polityki kursu walutowego daje Międzynarodowy Fundusz Walutowy.
Ważnym elementem w procesie prowadzenia międzynarodowych stosunków gospodarczych jest bilans handlowy, czyli zestawienie wszystkich wpływów i płatności kraju wynikających z jego stosunków z zagranicą.